# Battaglia di Caldiero (1809)
La battaglia di Caldiero (altrimenti nota come battaglia di Soave o battaglia di Castelcerino) si svolse tra il 27 ed il 30 aprile del 1809, quando gli austriaci, guidati dall'arciduca Giovanni, si difesero dagli attacchi dei franco-italiani, guidati da Eugenio di Beauharnais. Dopo aver respinto i napoleonici, gli austriaci ripiegarono verso est.

## Contesto storico
All'inizio della guerra, l'Arciduca Giovanni aveva preso possesso del VIII Armeekorps e del IX Armeekorps, stanziati rispettivamente a Villacco e Lubiana, ed era sceso nella pianura friulana, congiungendo le due forze presso Cividale. Un secondo gruppo di 10 000 uomini, affidato al generale Stoichevich, fu inviato in Dalmazia a supervisionare il XI Corpo del generale Marmont.
Lo scoppio di una rivolta nel Tirolo, che fino a pochi anni prima era un territorio austriaco, spinse l'Arciduca Carlo ad ordinare al fratello di inviare uno dei suoi generali e 10 000 uomini per alimentare la rivolta.

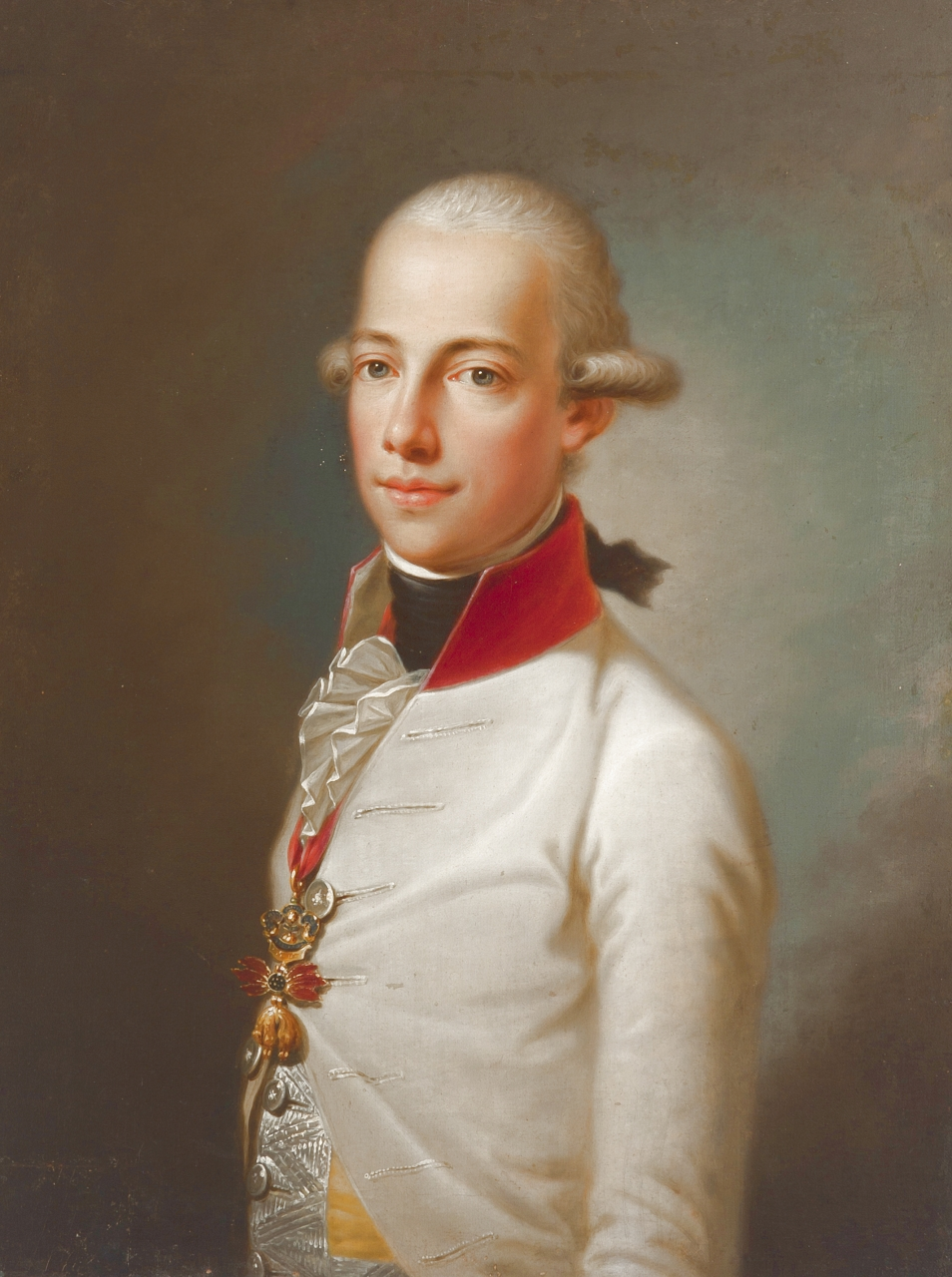
Giovanni d'Asburgo Lorena

Sospettando l'avvicinarsi di una guerra con l'Austria, Napoleone ricostituì parte dell'Armata d'Italia, con sei divisioni di fanteria e tre di cavalleria. A queste si unirono altre tre divisioni di fanteria, reclutate da Eugenio. Sebbene le truppe napoleoniche fossero superiori in numero a quelle austriache, erano sparse sul territorio e una loro eventuale concentrazione avrebbe richiesto del tempo. Prima della guerra della Quinta Coalizione, Eugenio non aveva mai avuto alcuna esperienza da comandante militare. Nonostante ciò, Napoleone lo mise al comando, inviando numerose lettere con altrettanti consigli su come gestire la campagna e difendere l'Italia dagli austriaci. Esortò Eugenio a ritirarsi dalla linea dell'Isonzo al Piave se gli austriaci avessero invaso in forza. Inoltre, sottolineò che l'Adige era una posizione strategica estremamente importante. Non credeva che l'Austria avrebbe attaccato in aprile e non voleva provocare il suo nemico concentrando i suoi eserciti. Proprio per questo motivo, l'esercito di Eugenio era sparpagliato e relativamente impreparato all'arrivo degli austriaci.
Il 10 aprile 1809 l'VIII Armeekorps avanzò da Tarvisio mentre il IX corpo d'armata attraversava il fiume Isonzo nei pressi di Cividale. Il 12 si unirono vicino a Udine e si spinsero verso ovest. Eugène fu costretto a distaccare d'Hilliers e una divisione italiana per sorvegliare il Tirolo. Mentre gli austriaci si spostavano verso ovest, distaccarono le forze per occupare le fortezze  di Palmanova e Osoppo. Credendo di poter sconfiggere l'arciduca Giovanni, Eugenio ordinò alle sue divisioni di concentrarsi a Sacile. Entro il 14 aprile, radunò le cinque divisioni di fanteria di  Seras, Broussier, Grenier, Barbou e Severoli e la divisione di cavalleria leggera di Sahuc. Le divisioni di Eugenio non erano organizzate in corpi, quindi il suo esercito era più difficile da controllare in battaglia.

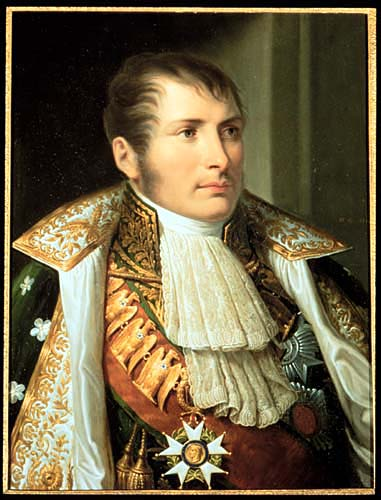
Eugenio di Beauharnais

In un'azione preliminare del 15, l'avanguardia di Sahuc fu sconfitta a Pordenone. Tuttavia, credendo di essere in superiorità numerica, Eugenio attaccò ugualmente l'esercito austriaco nella battaglia di Sacile il 16 aprile. Inviò due divisioni contro il fianco sinistro austriaco, tenuto dal VIII Armeekorps. Di fronte alla resistenza ostinata, altre due divisioni furono impegnate nella lotta. Quando Giovanni lanciò improvvisamente il IX Armeekorps contro il fianco sinistro francese indebolito, Eugenio richiamò i suoi uomini e ordinò una ritirata. I franco-italiani persero 6 500 uomini e 15 cannoni, mentre gli austriaci vittoriosi contarono 4 000 vittime.

## Antefatti
Quando l'esercito franco-italiano si ritirò sul fiume Piave, incontrò la divisione di fanteria di Lamarque e la divisione di dragoni di Pully che avanzavano. Eugenio utilizzò queste nuove unità per coprire la sua ritirata. Dopo aver tenuto per quattro giorni la linea del Piave, il 21 aprile iniziò la ritirata verso l'Adige. In questo frangente, la Guardia Reale Italiana si unì all'esercito. Dopo una sosta sul Brenta, il 24, la ritirata riprese. Preoccupato per il suo fianco settentrionale, Eugenio autorizzò d'Hilliers a ripiegare a Rovereto. Chasteler, generale austriaco nel Tirolo si mosse simmetricamente, conquistando Trento il 23 aprile e presentandosi davanti a Rovereto il 26.
Imbarazzato per la sconfitta, Eugenio inviò a Napoleone un rapporto piuttosto vago. L'Imperatore, venuto a sapere della sconfitta, non esitò ad inviare una lettera critica al figliastro, suggerendo di richiedere al maresciallo Murat di prendere le redini dell'esercito. Per la fortuna di Eugenio, le cose rapidamente mutarono in suo favore.

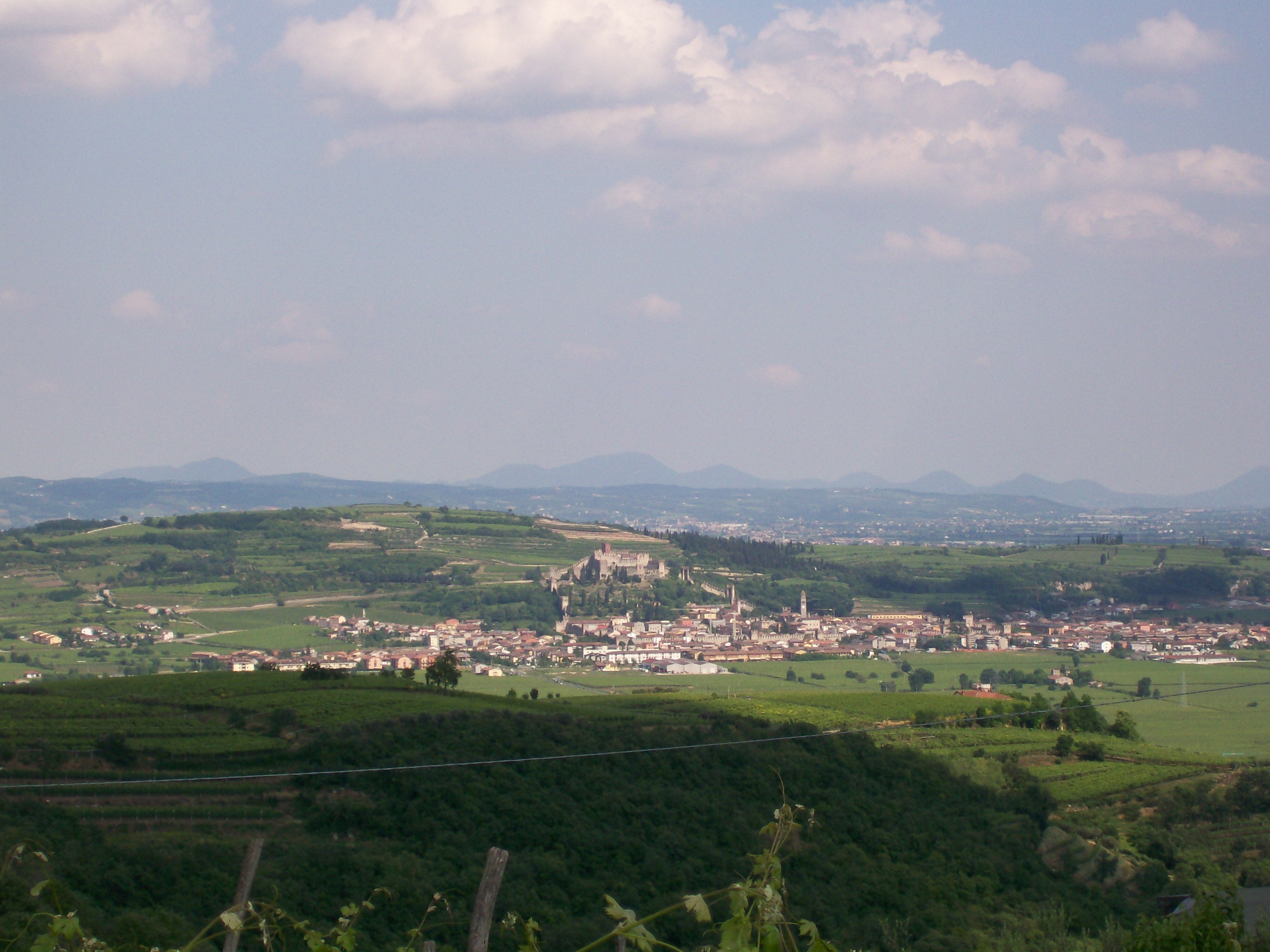
Soave vista da est

Dopo Sacile, ordinò a Barbou di rinforzare la guarnigione di Venezia con 10 battaglioni e uno squadrone di cavalleria. Dopo aver distaccato 10 000 soldati per impedire a questa grande forza di minacciare le sue comunicazioni, Giovanni raggiunse l'Adige con appena 28 000 soldati. La fanteria di Durutte e la divisione dei dragoni di Grouchy si incontrarono con l'esercito franco-italiano vicino a Verona. Con 55 500 uomini a disposizione, Eugène si preparò all'offensiva.
Il 23 aprile ci fu uno scontro a Malghera, vicino a Venezia. L'Arciduca Giovanni ordinò al colonnello Gyurkovics von Ivanocz di catturare una testa di ponte sul fiume Dese con le sue 2 000 truppe. Gyurkovics si imbatté in una forza di gran lunga superiore sotto il generale de Caffarelli du Falga. Le sue truppe furono sopraffatte: i franco-italiani affermarono di aver inflitto 600 morti e feriti ai loro nemici e di aver subito solo 20 morti e feriti. Non vi sono rapporti austriaci al riguardo.

## La battaglia
Eugenio riorganizzò il proprio esercito in corpi, ponendo comandanti approvati da Napoleone. Il V Corpo fu affidato a MacDonald, il VI a Grenier. Il XII corpo venne formato dalle divisioni di Fontanelli e Rusca. La riserva fu posta sotto il diretto comando di Eugenio mentre Grouchy prese il comando della cavalleria. Infine, una brigata leggera, formata da tre battaglioni fu affidata a Debroc, con lo specifico intento di inseguire gli austriaci dopo la battaglia.
Il 27 aprile, a San Bonifacio, iniziarono gli scontri: i 3 000 uomini di Seras difendevano la propria posizione dall'avanguardia di 1 800 uomini del colonnello Volkmann. Mentre Volkmann riuscì a scacciare i francesi, i suoi commilitoni a Villanova non riuscirono a replicare l'impresa, lasciando la cittadina ed il suo ponte esposti a possibili attacchi francesi. Maltempo e oscurità interruppero le azioni per il resto della giornata. Nel complesso, le perdite furono leggere per entrambe le formazioni.

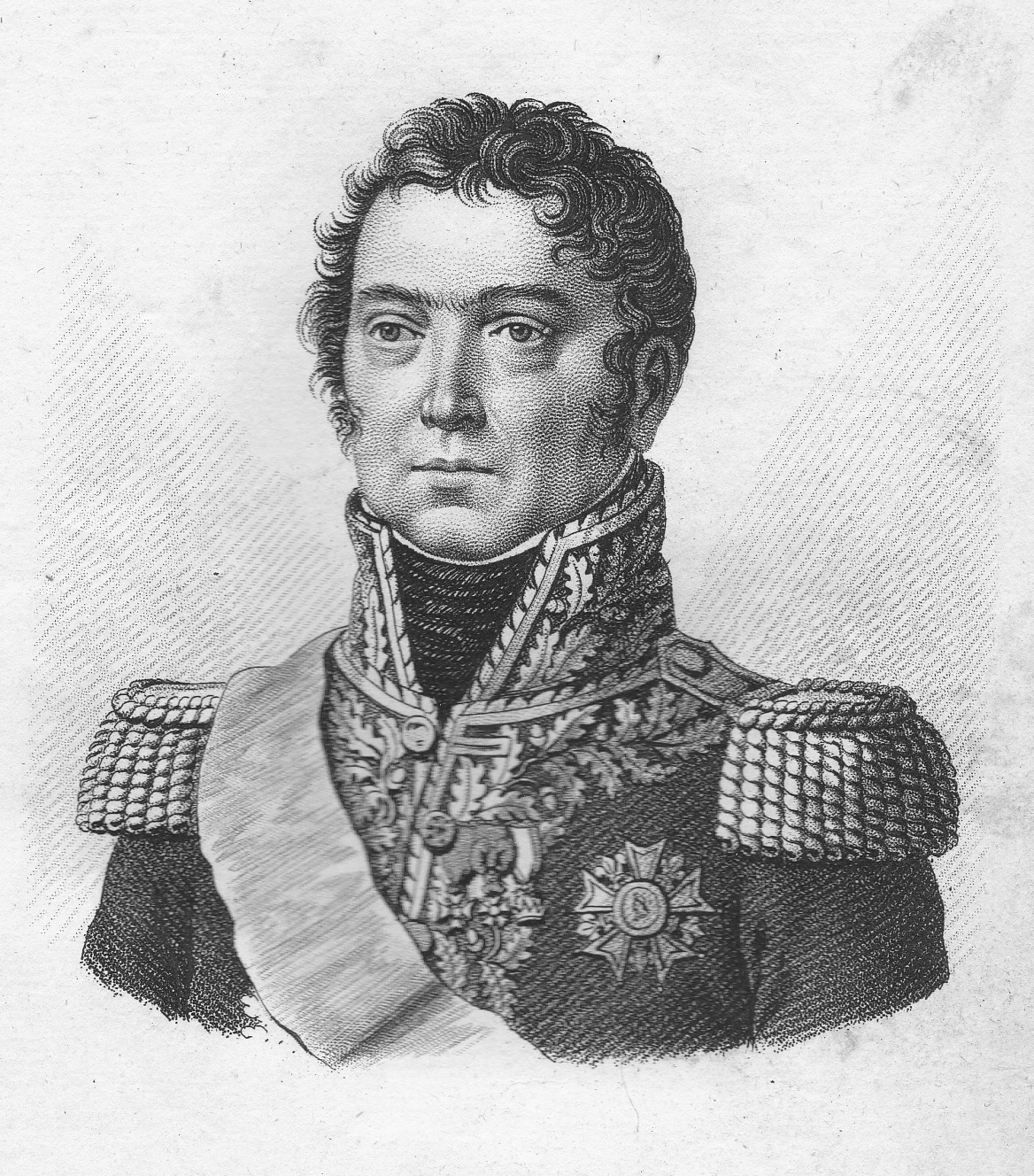
Paul Grenier

Lo stesso giorno, l'arciduca Giovanni ricevette la notizia della sconfitta di suo fratello, l'arciduca Carlo, nella battaglia di Eckmühl.  Giovanni aveva schierato il suo esercito in una posizione difensiva "formidabile" bloccando la strada principale. Il fianco destro dell'esercito si trovava a Soave dietro l'Alpone mentre il suo sinistro si trovava a Legnago dietro l'Adige. Giovanni distaccò tre battaglioni a nord di Soave per tenere il Monte Bastia. Il centro austriaco sorgeva intorno a San Bonifacio. La maggior parte dell'esercito di Eugenio era schierato a nord di Arcole, anche se alcune unità erano allineate sulla sponda occidentale dell'Adige sotto la confluenza di quel fiume con l'Alpone. L'ala sinistra franco-italiana si estendeva a nord fino a Illasi e Cazzano di Tramigna. Eugenio intendeva attaccare il fianco destro degli austriaci, spingendolo verso Venezia. Nel frattempo, la grande guarnigione di Venezia sarebbe avanzata verso nord. Se il piano avesse funzionato, i franco-italiani avrebbero potuto intrappolare l'intero esercito di Giovanni tra le due forze.
L'esercito di Eugenio occupò lo stesso terreno dove fu combattuta la battaglia di Caldiero quattro anni prima. Il corpo di Macdonald occupava il centro a Caldiero mentre Seras, Abbé, una brigata italiana e la Guardia italiana erano a sinistra, su un'altura a Colognola ai Colli. La divisione dragoni di Pully era in riserva, mentre le altre unità di cavalleria erano schierate sulla sponda occidentale dell'Adige sotto il comando di Grouchy. Il 29 aprile, la brigata della divisione Fontanelli del generale di brigata Bonfanti e la Guardia italiana attaccarono il distaccamento austriaco sulle alture. Nel frattempo, Grenier guidò le divisioni di Seras e Abbé ad attaccare Soave, con le truppe di MacDonald a supporto.

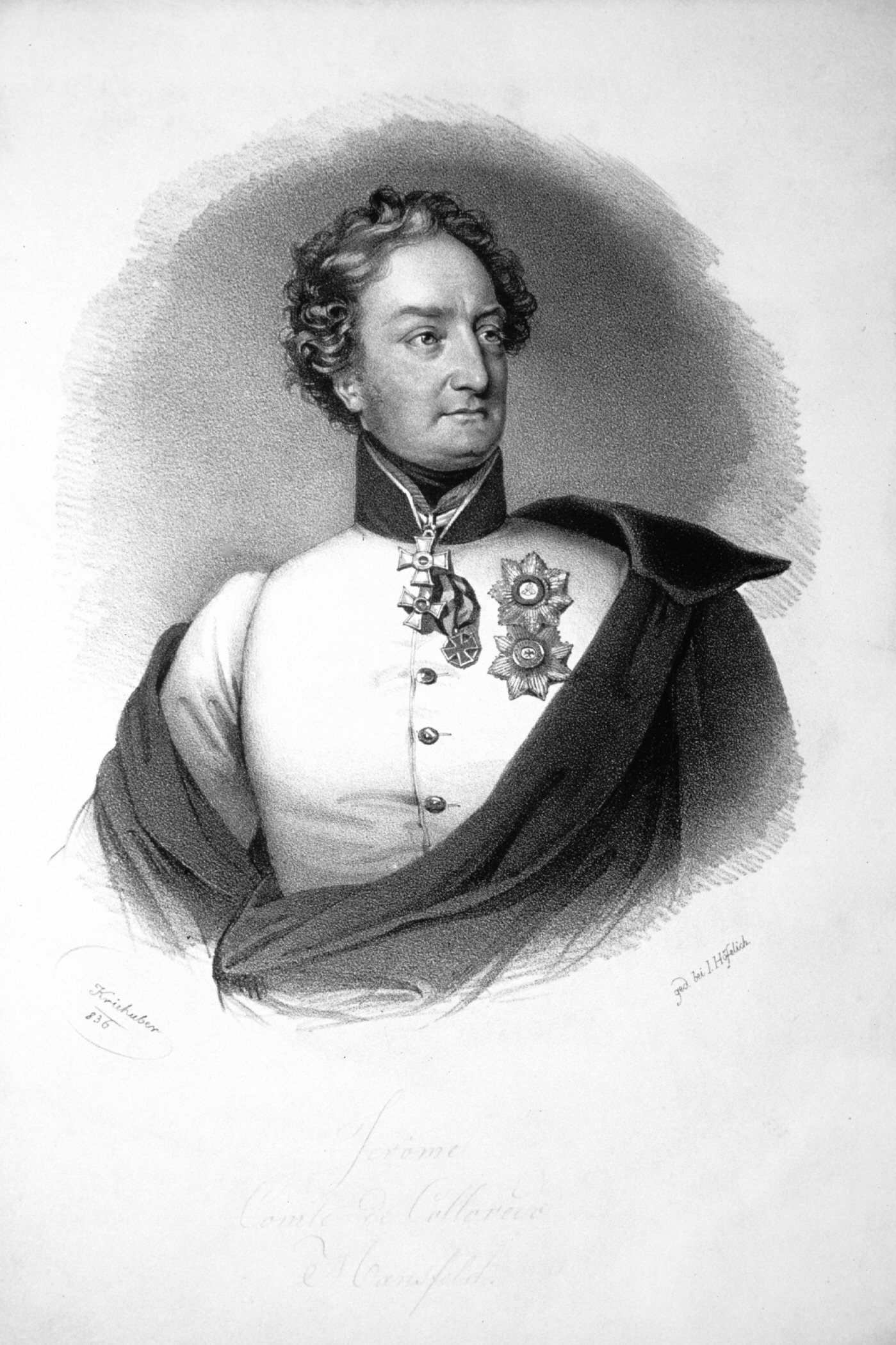
Hieronymus Colloredo

Guidate dalla Guardia Italiana, le truppe di Bonfanti assaltarono il Monte Bastia e presero Castelcerino. Gli attacchi di Grenier a Soave e San Bonifacio furono però respinti. I franco-italiani subirono 1 000 vittime mentre gli austriaci persero 400 morti e feriti, più 300 catturati.
Il 30 aprile, Giovanni contrattaccò con 11 battaglioni e riconquistò le posizioni perse. Bonfanti fu costretto a ritirarsi a Colognola. Le perdite italiane ammontavano a 409 morti e feriti mentre gli austriaci vittoriosi persero 300 morti e feriti, più 572 dispersi. In seguito, Eugenio venne criticato dagli storici per non aver sostenuto né l'attacco a Castelcerino né quello al centro.

## Conseguenze

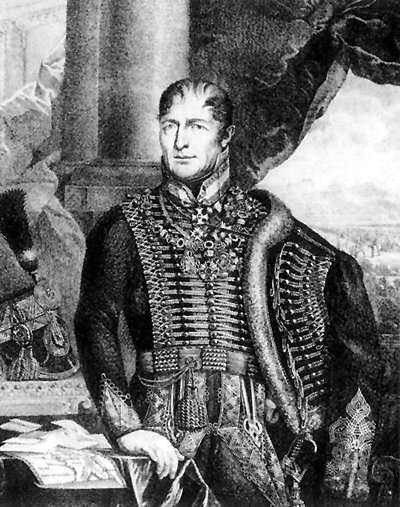
Johann Frimont

Giovanni ricevette ordini dall'arciduca Carlo il 29 aprile: gli fu chiesto di difendere il territorio che aveva conquistato, ma a sua discrezione. Giovanni sapeva che con l'avanzata di Napoleone su Vienna, la sua posizione in Italia avrebbe potuto essere attaccata da forze francesi provenienti da nord. Di conseguenza, decise di abbandonare l'Italia e difendere i confini imperiali in Carinzia e Carniola. Dopo aver distrutto tutti i ponti sull'Alpone, iniziò la ritirata nelle prime ore del 1 maggio, coperto dalla retroguardia del feldmaresciallo Frimont.
Dopo aver impiegato un giorno per riparare un importante ponte, l'esercito di Eugenio iniziò l'inseguimento il 2 maggio. Il viceré ordinò a Durutte di attraversare con la sua divisione l'Adige a Legnago e di dirigersi verso Padova sul Brenta. Da lì si sarebbe incontrato con le truppe di Venezia e avrebbe scortato un convoglio di rifornimenti fino al Piave, dove si sarebbe riunito con Eugenio.
Nel frattempo Frimont aveva sconfitto la brigata leggera a Montebello Vicentino, attraversato il Brenta in buon ordine e distrutto i ponti al suo passaggio. In una serie di azioni il 2 maggio, gli austriaci avevano subito 200 morti e feriti mentre i loro inseguitori quasi il doppio, compreso Debroc, rimasto ferito. D'altra parte, in quella stessa giornata, 850 tra feriti e sbandati furono catturati dai franco-italiani.